# Helianthemum hirtum
Helianthemum hirtum är en solvändeväxtart. Helianthemum hirtum ingår i släktet solvändor, och familjen solvändeväxter.

## Underarter
Arten delas in i följande underarter:
- H. h. bergevinii
- H. h. bethuricum
- H. h. hirtum
- H. h. ruficomum
- H. h. fontqueri

## Bildgalleri

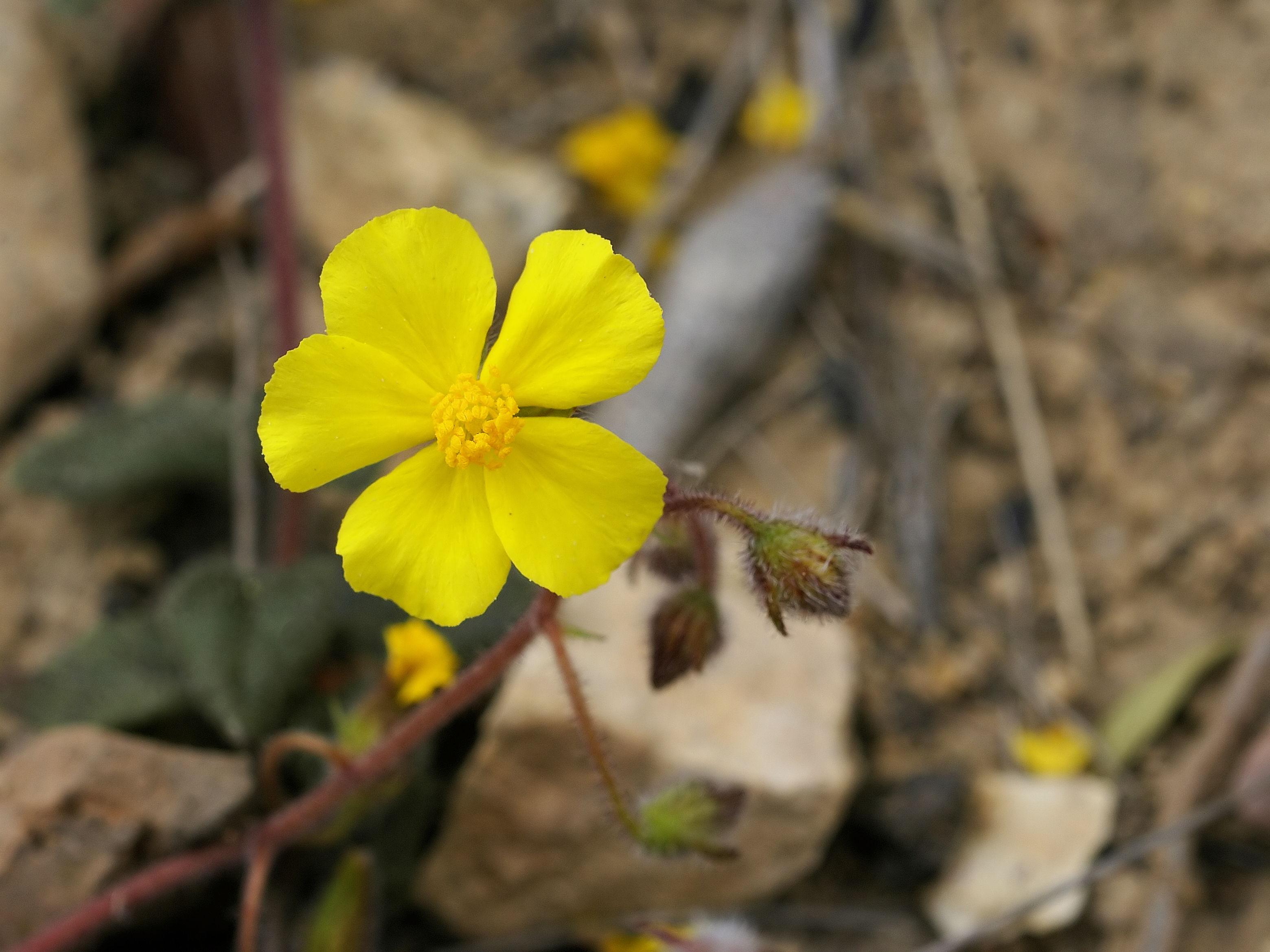
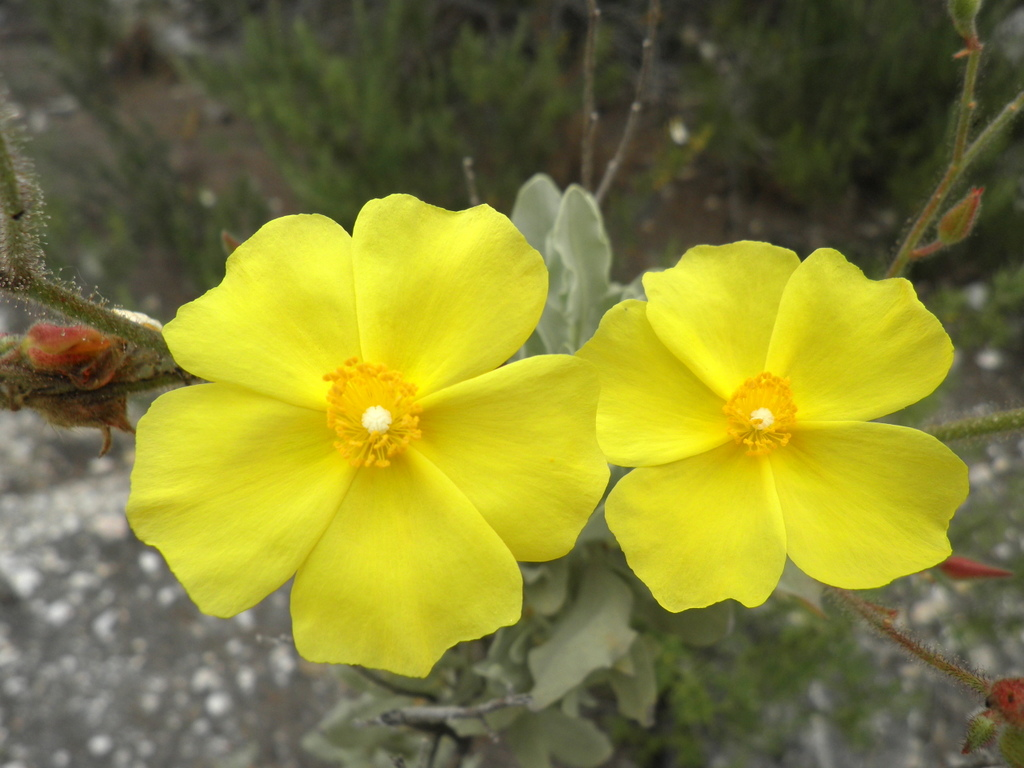